# Trèves, Rhône
Trèves är en kommun i departementet Rhône i regionen Auvergne-Rhône-Alpes i östra Frankrike. Kommunen ligger i kantonen Condrieu som tillhör arrondissementet Lyon. År 2022 hade Trèves 723 invånare.

## Befolkningsutveckling
Antalet invånare i kommunen Trèves
| Referens: INSEE |